# Okiseius yazuliensis
Okiseius yazuliensis är en spindeldjursart som beskrevs av Gupta 1986. Okiseius yazuliensis ingår i släktet Okiseius och familjen Phytoseiidae. Inga underarter finns listade i Catalogue of Life.